# العقرب الإفريقي ذو الذيل السمين
العقرب الإفريقي ذو الذيل السمين (الاسم العلمي: Androctonus Amoreuxi)، هو أحد أنواع العقارب الموجودة في إفريقيا. في دولة دوجون في مالي، وهو عقرب منزل شائع.